# Saison 2022 de l'équipe cycliste Bora-Hansgrohe
La saison 2022 de l'équipe cycliste Bora-Hansgrohe est la treizième de cette équipe.

## Coureurs et encadrement technique

### Effectif
| Coureur               | Date de Nais.     | Nationalité      | Équipe en 2021                     | Vict. | Cont. | Maillot dist.              |
| --------------------- | ----------------- | ---------------- | ---------------------------------- | ----- | ----- | -------------------------- |
| Giovanni Aleotti      | 25 mai 1999       | Italie           | Bora-Hansgrohe                     | 3     | 2023  |                            |
| Shane Archbold        | 2 février 1989    | Nouvelle-Zélande | Deceuninck-Quick Step              | 0     | 2023  |                            |
| Cesare Benedetti      | 3 août 1987       | Pologne          | Bora-Hansgrohe                     | 0     | 2023  |                            |
| Sam Bennett           | 16 octobre 1990   | Irlande          | Deceuninck-Quick Step              | 2     | 2023  |                            |
| Emanuel Buchmann      | 18 novembre 1992  | Allemagne        | Bora-Hansgrohe                     | 0     | 2024  |                            |
| Matteo Fabbro         | 10 avril 1995     | Italie           | Bora-Hansgrohe                     | 0     | 2023  |                            |
| Patrick Gamper        | 18 février 1997   | Autriche         | Bora-Hansgrohe                     | 0     | 2023  |                            |
| Felix Großschartner   | 23 décembre 1993  | Autriche         | Bora-Hansgrohe                     | 2     | 2022  | - Route - Contre-la-montre |
| Marco Haller          | 1er avril 1991    | Autriche         | Bahrain Victorious                 | 2     | 2024  |                            |
| Sergio Higuita        | 1er août 1997     | Colombie         | EF Education-Nippo                 | 5     | 2024  | - Route                    |
| Jai Hindley           | 5 mai 1996        | Australie        | Team DSM                           | 2     | 2024  |                            |
| Lennard Kämna         | 9 septembre 1996  | Allemagne        | Bora-Hansgrohe                     | 4     | 2023  | - Contre-la-montre         |
| Wilco Kelderman       | 25 mars 1991      | Pays-Bas         | Bora-Hansgrohe                     | 0     | 2022  |                            |
| Jonas Koch            | 25 juin 1993      | Allemagne        | Intermarché-Wanty-Gobert Matériaux | 0     | 2023  |                            |
| Patrick Konrad        | 13 octobre 1991   | Autriche         | Bora-Hansgrohe                     | 0     | 2023  |                            |
| Martin Laas           | 15 septembre 1993 | Estonie          | Bora-Hansgrohe                     | 2     | 2022  |                            |
| Luis-Joe Lührs        | 20 janvier 2003   | Allemagne        | Néo-pro                            | 0     | 2024  |                            |
| Jordi Meeus           | 1er juillet 1998  | Belgique         | Bora-Hansgrohe                     | 2     | 2024  |                            |
| Ryan Mullen           | 7 août 1994       | Irlande          | Trek-Segafredo                     | 0     | 2023  |                            |
| Anton Palzer          | 11 mars 1993      | Allemagne        | Bora-Hansgrohe                     | 0     | 2023  |                            |
| Nils Politt           | 6 mars 1994       | Allemagne        | Bora-Hansgrohe                     | 2     | 2023  | - Route                    |
| Lukas Pöstlberger     | 10 janvier 1992   | Autriche         | Bora-Hansgrohe                     | 0     | 2022  |                            |
| Maximilian Schachmann | 9 janvier 1994    | Allemagne        | Bora-Hansgrohe                     | 0     | 2024  |                            |
| Ide Schelling         | 6 février 1998    | Pays-Bas         | Bora-Hansgrohe                     | 0     | 2023  |                            |
| Cian Uijtdebroeks     | 28 février 2003   | Belgique         | Néo-pro                            | 3     | 2024  |                            |
| Danny van Poppel      | 26 juillet 1993   | Pays-Bas         | Intermarché-Wanty-Gobert Matériaux | 0     | 2023  |                            |
| Aleksandr Vlasov      | 23 avril 1996     | Russie           | Astana-Premier Tech                | 5     | 2024  |                            |
| Matthew Walls         | 20 avril 1998     | Royaume-Uni      | Bora-Hansgrohe                     | 0     | 2023  |                            |
| Frederik Wandahl      | 9 mai 2001        | Danemark         | Bora-Hansgrohe                     | 0     | 2023  |                            |
| Ben Zwiehoff          | 22 février 1994   | Allemagne        | Bora-Hansgrohe                     | 0     | 2024  |                            |
| Coureurs stagiaires.  |                   |                  |                                    |       |       |                            |
| Florian Lipowitz      | 21 septembre 2000 | Allemagne        | Tirol-KTM                          | 0     | 2022  |                            |

## Champions nationaux, continentaux et mondiaux
| Date            | Course                                         | Maillot | Coureurs            | Pays      | Lieu       |
| --------------- | ---------------------------------------------- | ------- | ------------------- | --------- | ---------- |
| 13 février 2022 | Championnat de Colombie sur route              |         | Sergio Higuita      | Colombie  | Pereira    |
| 23 juin 2022    | Championnat d'Autriche du contre-la-montre     |         | Felix Großschartner | Slovénie  | Novo mesto |
| 24 juin 2022    | Championnat d'Allemagne du contre-la-montre    |         | Lennard Kämna       | Allemagne | Marsberg   |
| 26 juin 2022    | Championnats d'Allemagne de cyclisme sur route |         | Nils Politt         | Allemagne |            |
| 26 juin 2022    | Championnats d'Autriche de cyclisme sur route  |         | Felix Großschartner | Slovénie  |            |